# Oncești
Oncești es una comuna ubicada en el distrito de Maramureș, Rumania.

## Superficie
Cuenta con una superficie de 20,65 kilómetros cuadrados.

## Demografía
Hasta 2021 la población era de 1519 habitantes, con una densidad de población de 73,56 habitantes por kilómetro cuadrado.